# Pyrrhulina australis
Pyrrhulina australis is een straalvinnige vissensoort uit de familie van de slankzalmen (Lebiasinidae). De wetenschappelijke naam van de soort is voor het eerst geldig gepubliceerd in 1903 door Eigenmann & Kennedy.